# Lucie Faulerová
Lucie Faulerová (* 19. května 1989 Pardubice) je česká spisovatelka a redaktorka.

## Život a dílo
Vystudovala bohemistiku na Filozofické fakultě Univerzity Palackého v Olomouci, v rámci své doktorské práce se zabývala fenoménem „nespolehlivého vypravěče“. Od roku 2014 působí jako redaktorka literárního časopisu Aluze.
Spolupracuje s Kateřinou Šedou, je např. spoluautorkou knihy Brnox, která získala Literu.
V roce 2017 jí vyšel debutový román Lapači prachu. V roce 2021 získala Cenu Evropské unie za literaturu za román Smrtholka.

## Dílo
- Lapači prachu, 2017
- Smrtholka, 2020